# Anthodioctes lunatus
Anthodioctes lunatus är en biart som först beskrevs av Smith 1854.  Anthodioctes lunatus ingår i släktet Anthodioctes och familjen buksamlarbin. Inga underarter finns listade i Catalogue of Life.